# Canabrava do Norte
Canabrava do Norte là một đô thị thuộc bang Mato Grosso, Brasil. Đô thị này có diện tích 3449,984 km², dân số năm 2007 là 5401 người, mật độ 1,57 người/km².